# Давор Перуновић
Давор Перуновић (Цетиње, 28. септембар 1988) српски је телевизијски, позоришни и филмски глумац.

## Биографија
Давор Перуновић је рођен 28. септембра 1988. године на Цетињу. Дипломирао је глуму на Академији уметности у Београду, а пре тога је завршио основну школу „Стефан Митров Љубиша” и средњу мјешовиту школу „Данило Киш” у Будви. Најпознатији је по улози Велимира Стојановића у филму и серији Шешир професора Косте Вујића. Игра у позоришту Пуж, а 2019. године је позајмио глас Кемари у играном филму Краљ лавова, који је синхронизовао студио Ливада Београд. Бави се и сликањем, имао три групне и једну самосталну изложбу.

## Улоге

### Филмографија
| Год.       | Назив                                    | Улога                |
| ---------- | ---------------------------------------- | -------------------- |
| 2009.      | Грех њене мајке                          |                      |
| 2009—2010. | Оно као љубав                            | Боле                 |
| 2011.      | Пантомимичар                             |                      |
| 2011.      | Парада                                   | црногорски активиста |
| 2012.      | Војна академија                          | Марко Краљевић       |
| 2012.      | Шешир професора Косте Вујића (филм)      | Велимир Стојановић   |
| 2013.      | Жене са Дедиња                           | Марко                |
| 2013.      | Монтевидео, Бог те видео! (ТВ серија)    | конобар у коноби     |
| 2013.      | Шешир професора Косте Вујића (ТВ серија) | Велимир Стојановић   |
| 2014.      | Сутра                                    | Михајло              |
| 2014.      | Чистач                                   | Никола               |
| 2016.      | ЗГ 80                                    | Делија Дуле          |
| 2016.      | Moonlight                                | Милош                |
| 2017.      | Сумњива лица                             | човек у црном оделу  |
| 2018.      | Manus x Machina x Moralia                |                      |
| 2020.      | Јужни ветар (ТВ серија)                  | отац на крштењу      |
| 2020.      | Neki bolji ljudi                         | Jakov                |
| 2021.      | Пуцњи у Марсеју                          | Даман Дебион         |
| 2022.      | Мала супруга (ТВ серија)                 | Рале                 |
| 2022.      | Вера                                     | Агент 2              |
| 2023.      | Закопане тајне                           | Стефан Жижић “Гуја”  |

### Улоге у синхронизацијама
| Година | Наслов                            | Улога                 |
| ------ | --------------------------------- | --------------------- |
| 2019.  | Краљ лавова                       | Камари                |
| 2023.  | Руби, тинејџерка морско чудовиште | Даг                   |
| 2024.  | Вајана 2                          | Таутаи Васа           |
| 2025.  | Елио                              | Универзални приручник |